# Biertan
Biertan (tyska Birthälm, ungerska Berethalom) är en ort i Transsylvanien i Rumänien. 
Staden nämns för första gången i ett dokument från 1283.
I 1930 års folkräkning hade staden 2 331 invånare, av vilka 1228 var transsylvanska sachsare. Under andra världskriget inkallades många män till rumänska armén och senare även Waffen-SS. Kommunen har idag omkring 2 500 invånare, medan byn i sig har omkring 1 600 invånare.

## Bildgalleri

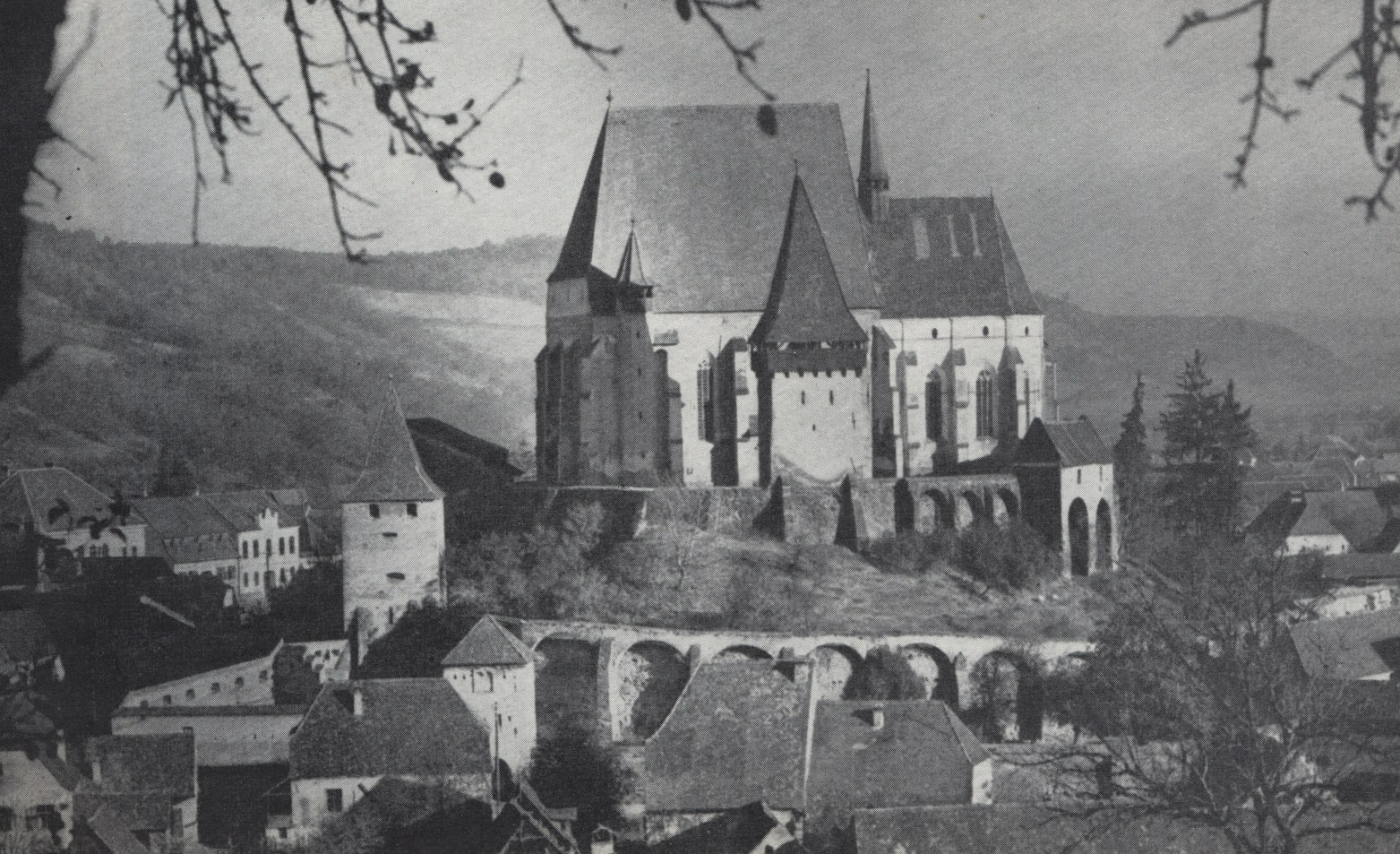
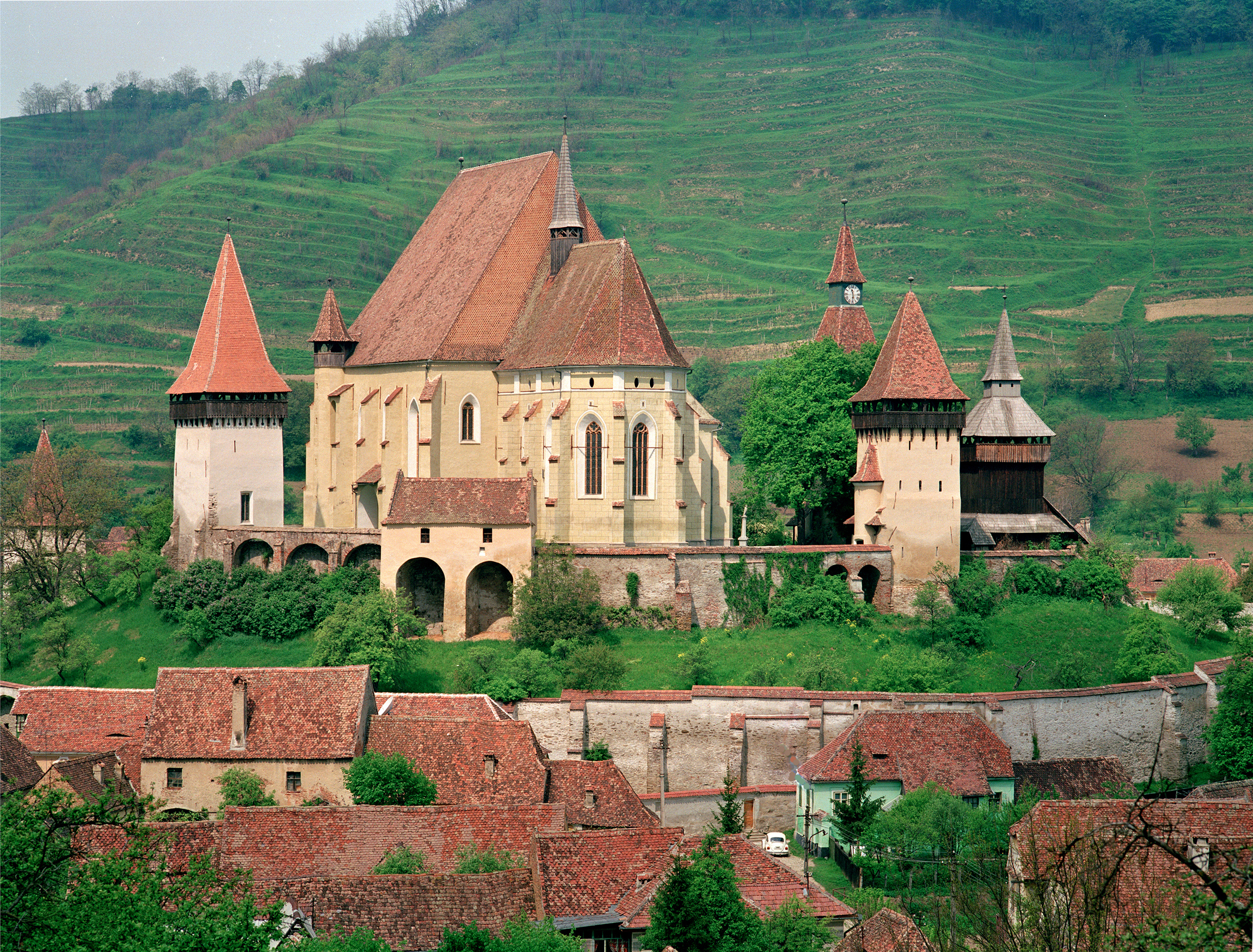
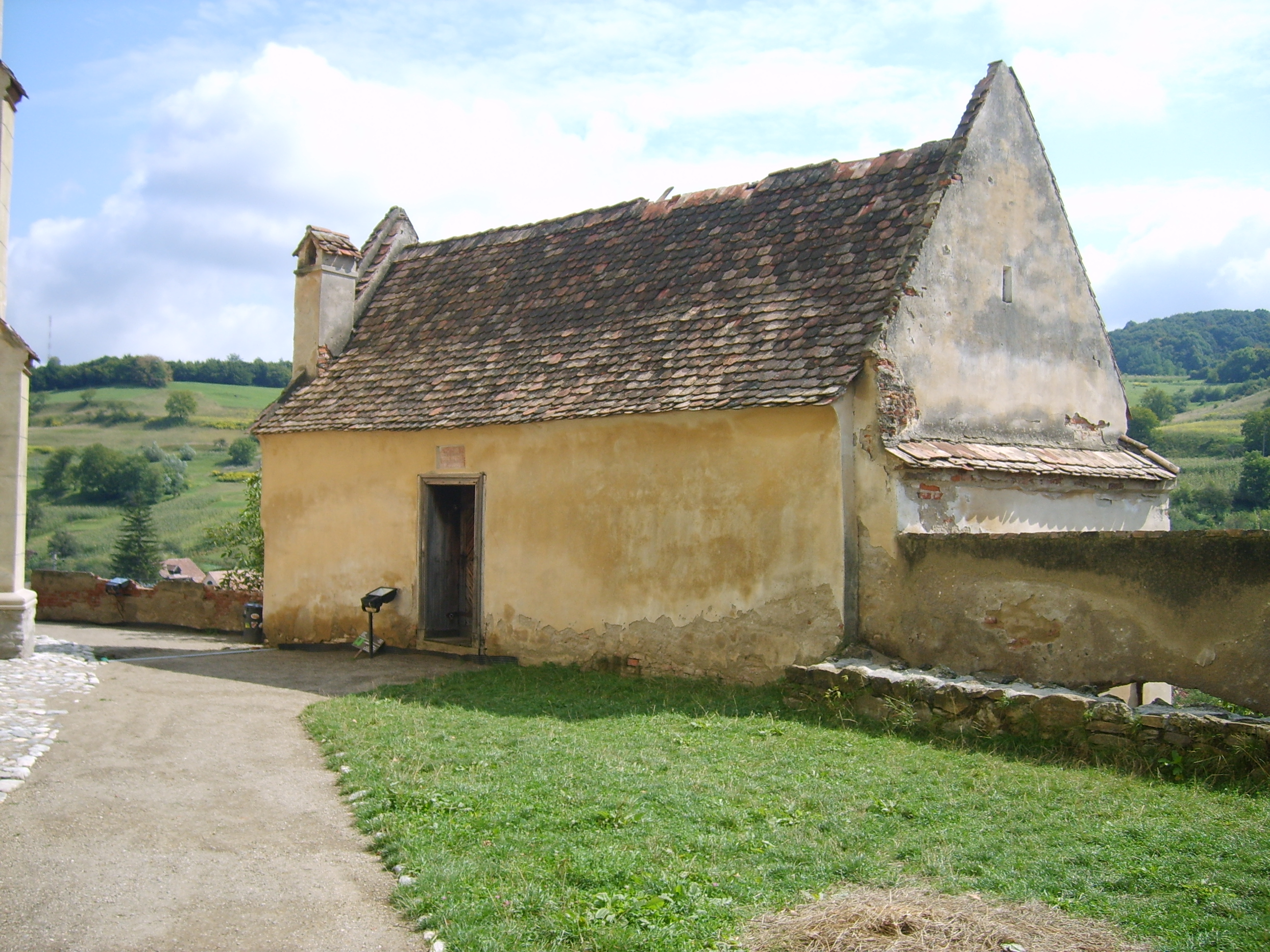
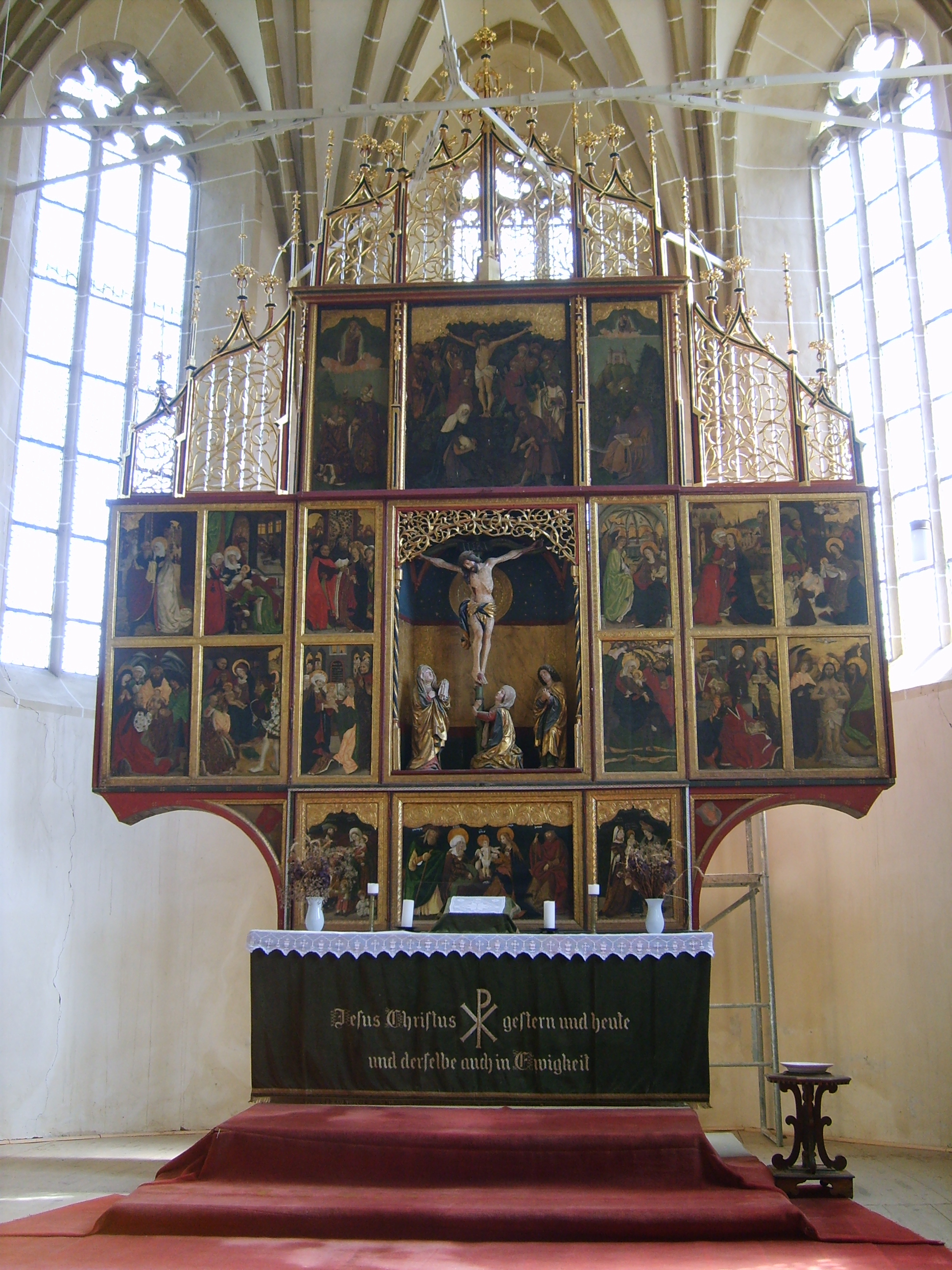
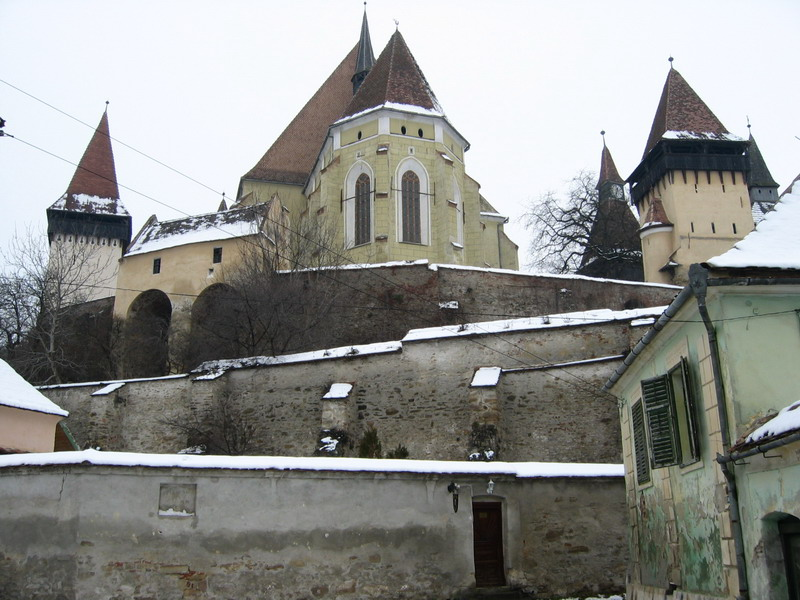
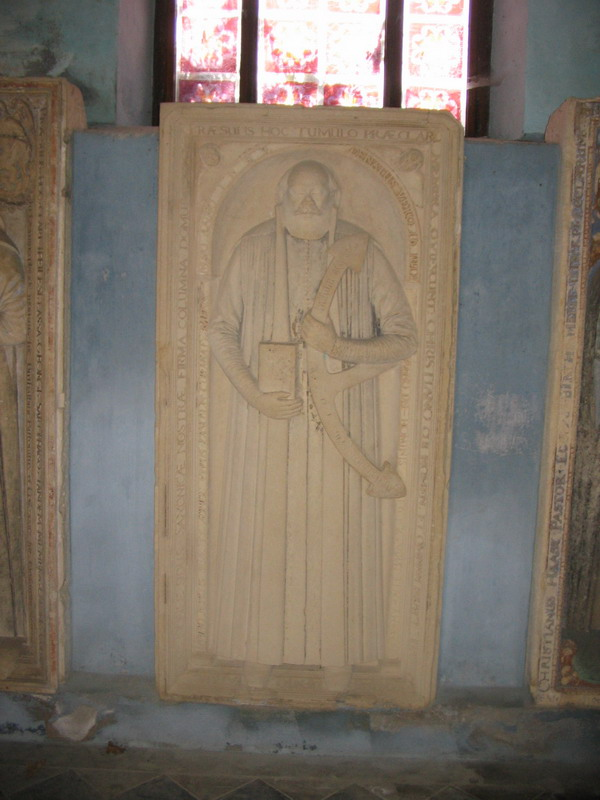
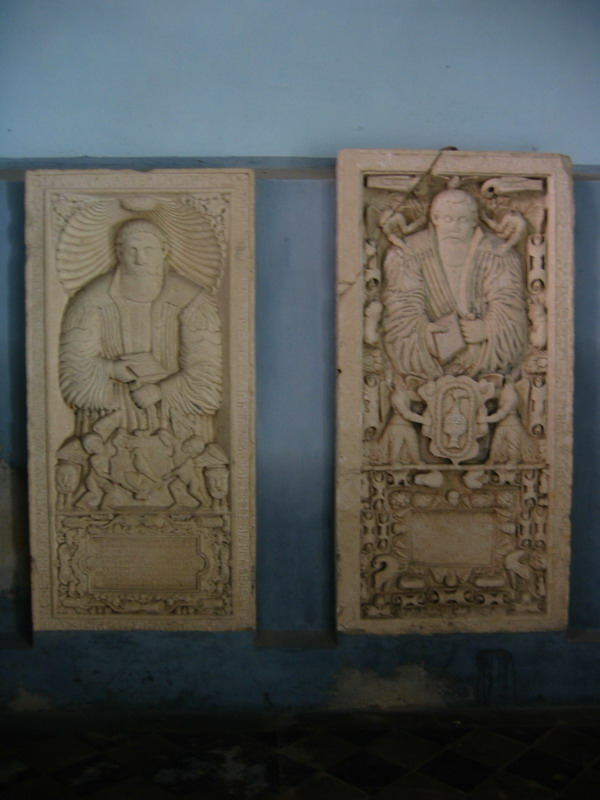
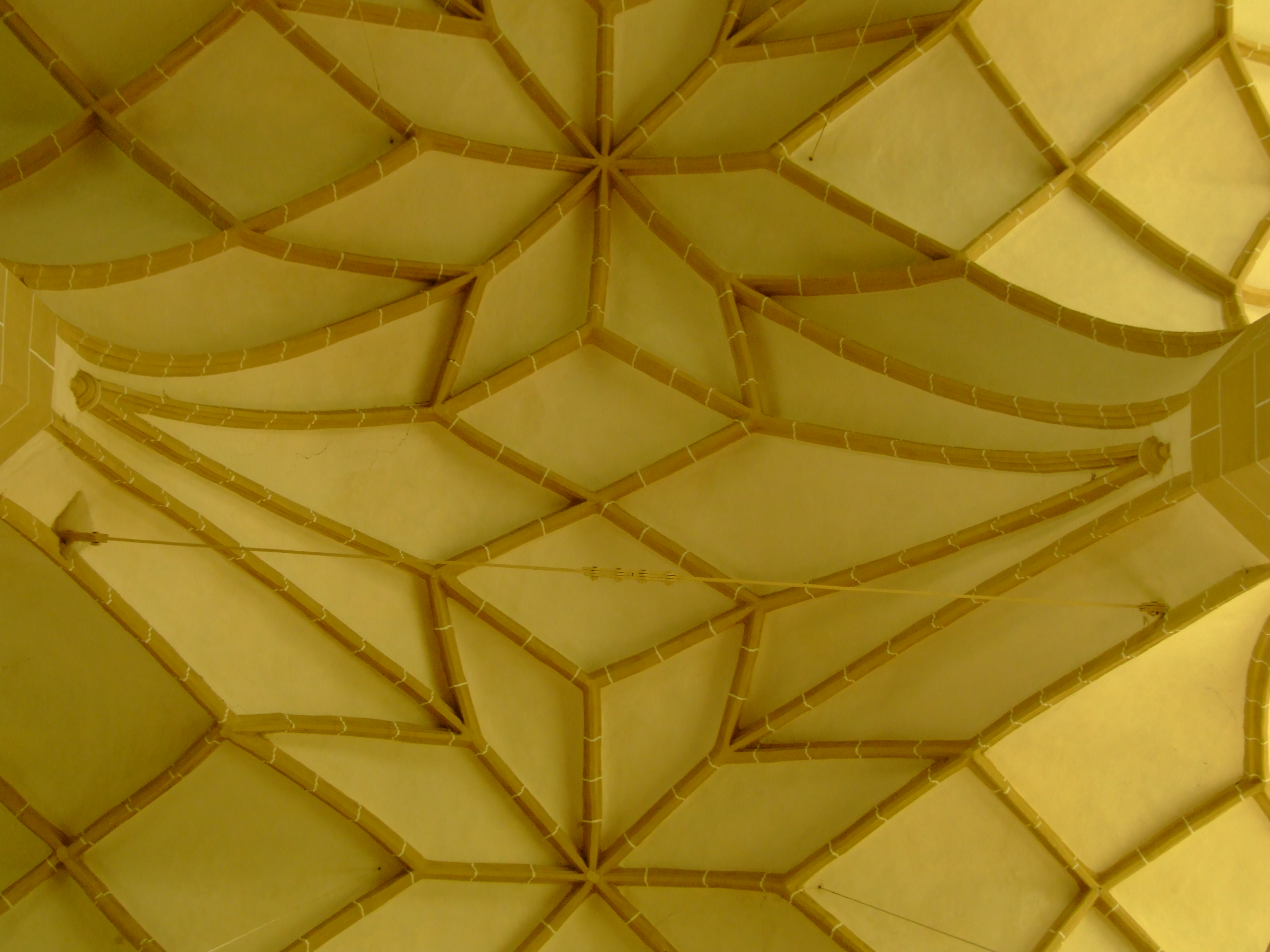
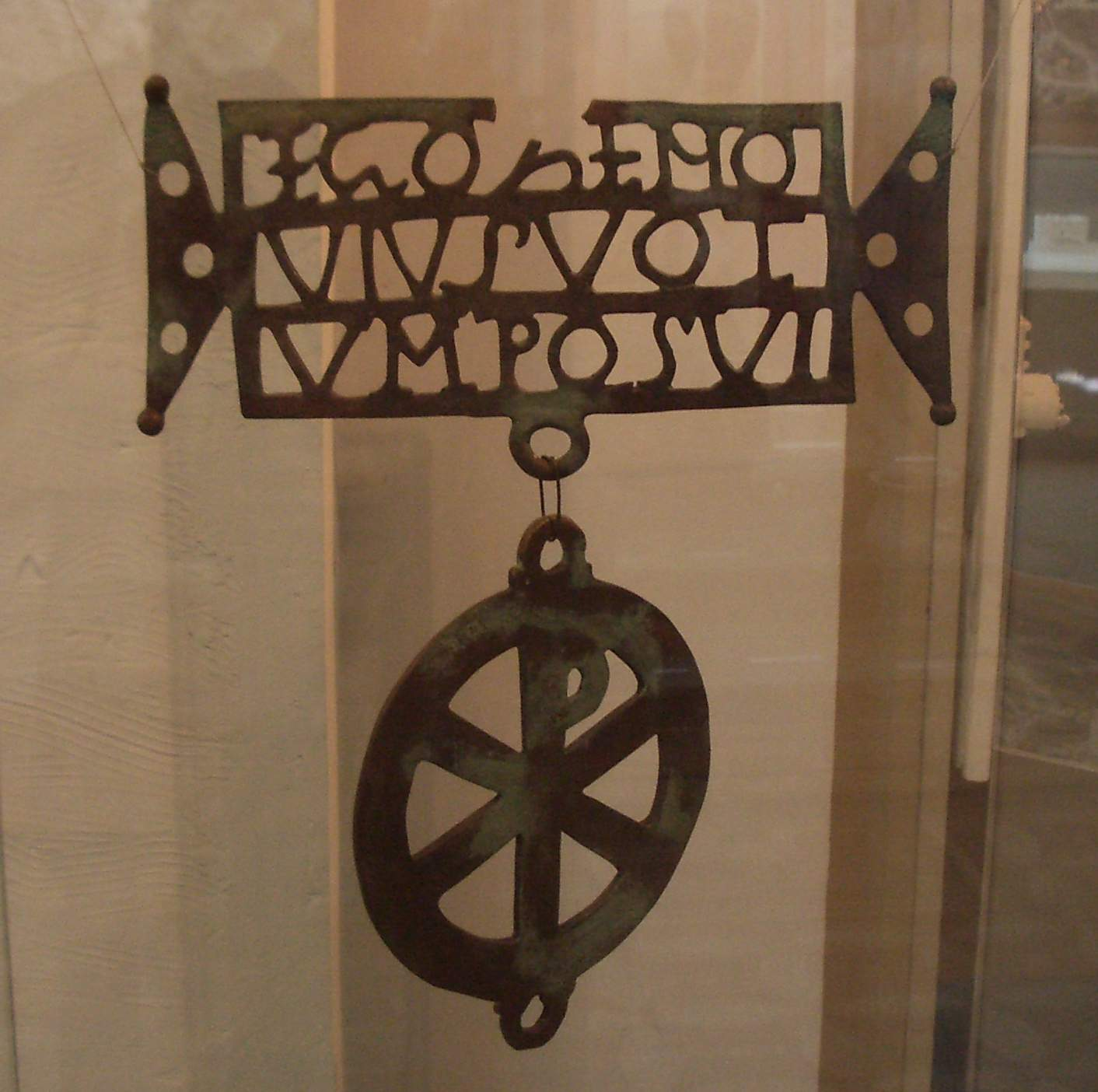
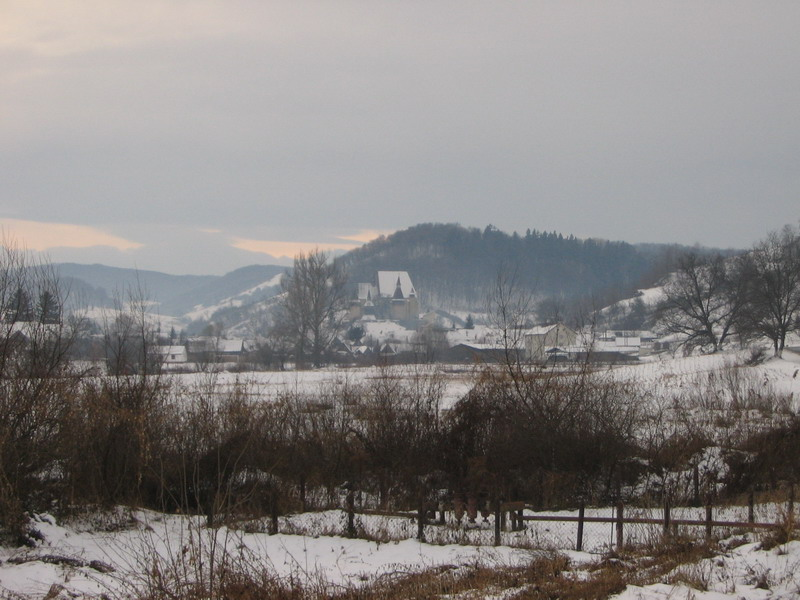
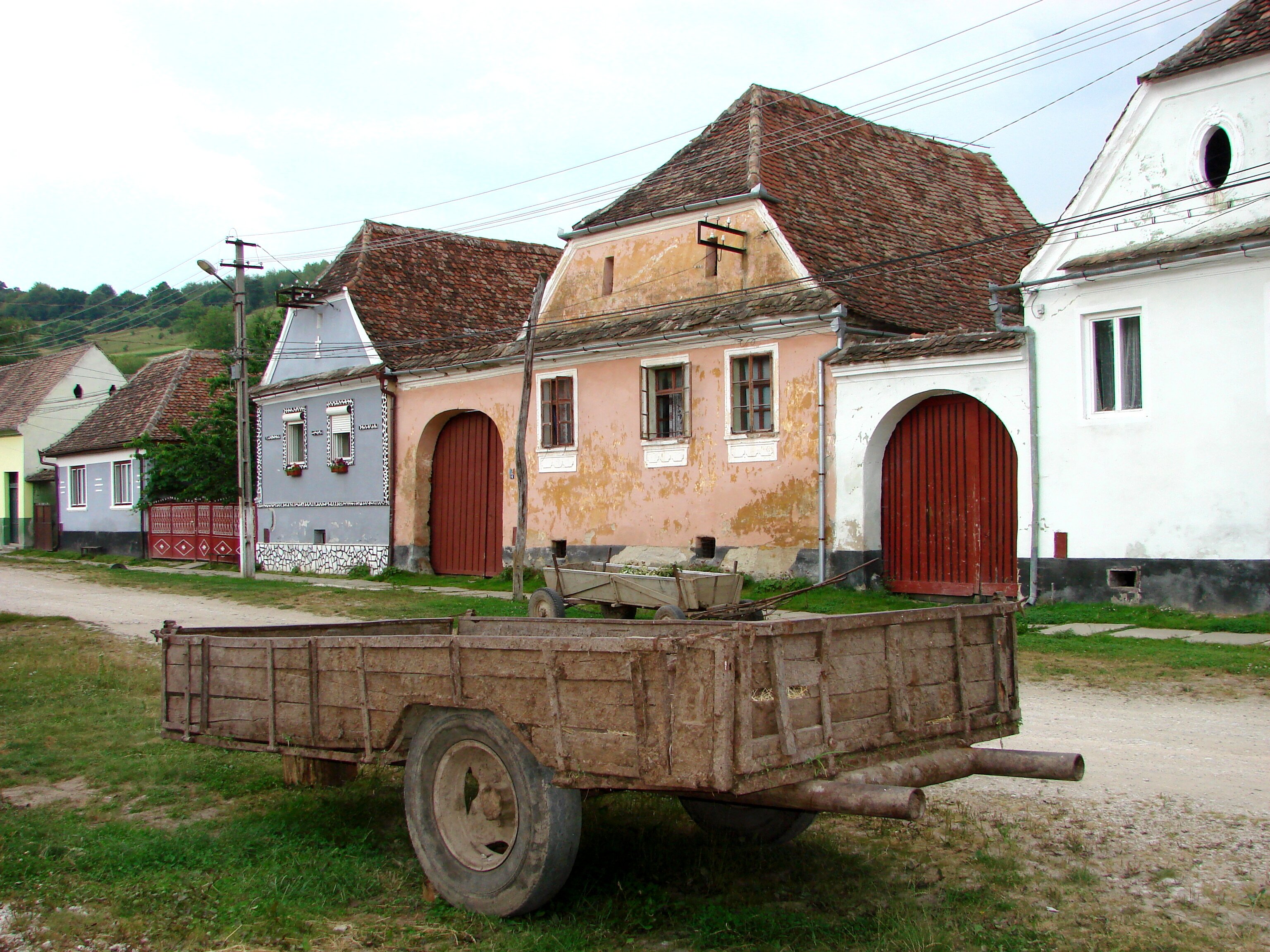
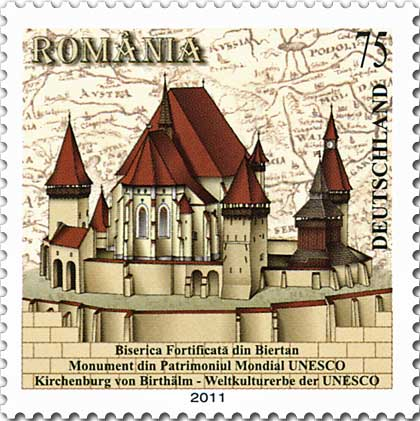
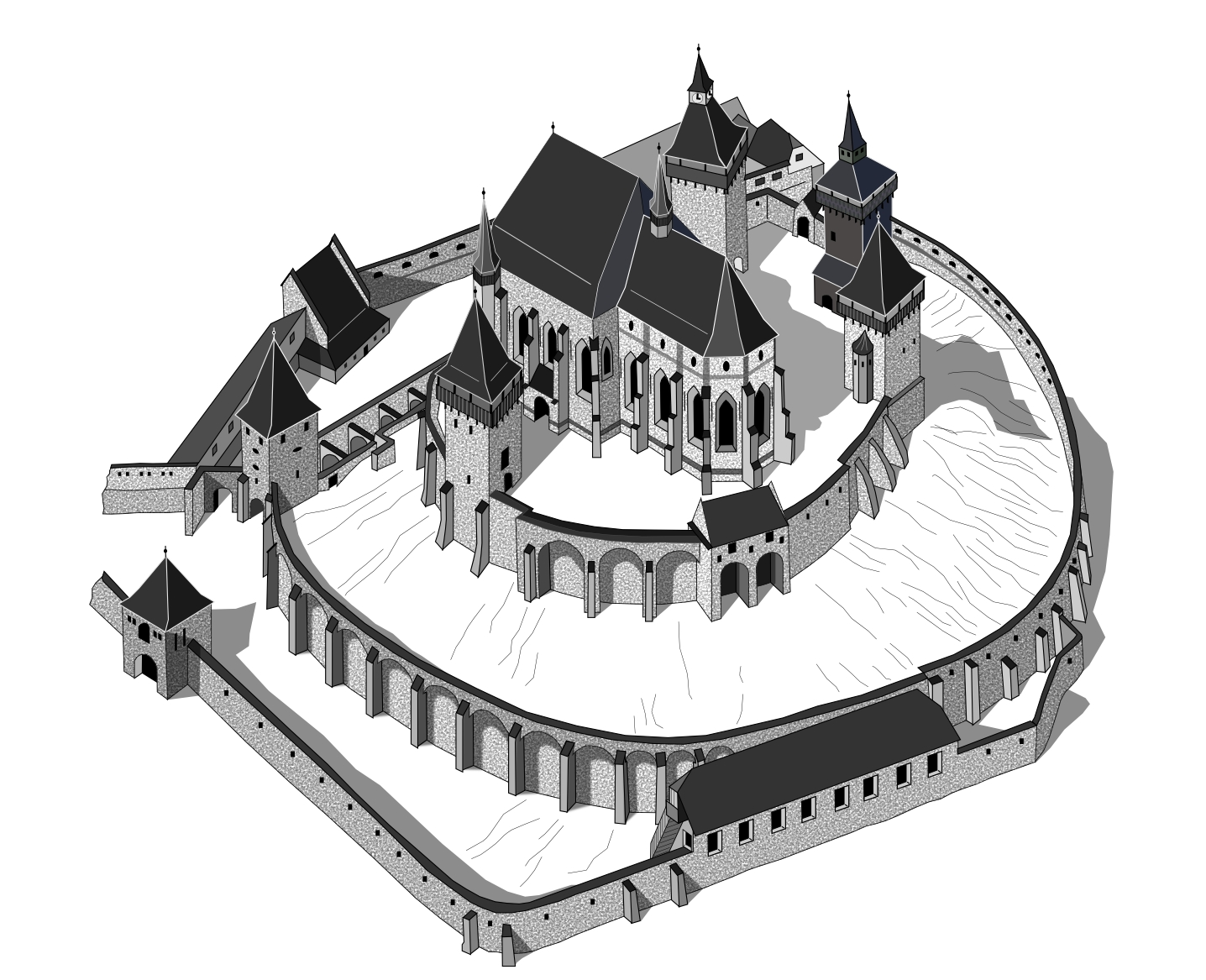

## Personer från Biertan
- Lucas Unglerus, evangelisk biskop
- Johann Peter Migendt, orgelbyggare
- Georg Meyndt, diktare
- Artur Phleps, SS-Obergruppenführer i Waffen-SS